# 尖沙咀東（麼地道）公共運輸交匯處
尖沙咀東（麼地道）巴士總站位於九龍油尖旺區尖沙咀東麼地道尖沙咀東海濱平台花園的地面，連接港鐵尖東站P1出口，為一個室內環狀巴士總站。現時有17條巴士路線以此為總站，另有1條巴士路線途經。

## 歷史及簡介
本站與位於中間道兒童遊樂場地面的尖東站公共運輸交匯處相鄰；而此總站出入口設於麼地道近漆咸道南，另有一入口位於梳士巴利道東行。
由於興建九龍南綫，半島酒店旁的一段漢口道由北行改為南行，原以尖沙咀（漢口道）為總站的28及234X線需要遷往此總站，但兩線保留往尖沙咀方向停尖沙咀碼頭巴士總站，而28號往樂華方向亦會先往尖沙咀碼頭，再返回漆咸道南。
其後，九龍巴士將5號線亦轉到麼地道總站，更不停尖沙咀碼頭，只增設與其他路線免費轉乘，引起了社會討論新總站能否取代尖沙咀碼頭總站。最後，九龍巴士5號線遷回尖沙咀碼頭。
- 2011年11月14日：九龍巴士237A線及新巴796P線的總站由附近梳士巴利道近永安廣場的路邊泊位遷入此總站[6][7]。
- 2012年6月10日：九龍巴士270A線的總站由九龍站公共運輸交匯處遷往此站[8]。
- 2012年6月17日：九龍巴士12線繞經此站[9]。
- 2012年11月26日：配合服務重組，九龍巴士81C線由紅磡站公共運輸交匯處縮短至此；2條輔助路線——281B及281X同時開辦，於平日上午繁忙時間由新界單向開往此站並不設回程，以取代81C線於平日上午繁忙時間由沙田及馬鞍山前往九龍的服務[10]。
- 2012年12月2日：九龍巴士12線改以此為總站[11]。
- 2013年4月7日：城巴獨營過海路線973及973P九龍區總站由尖沙咀麼地道（麼地道公園外）遷往此站[12]。
- 2013年8月17日：九龍巴士270S線投入服務[13]。
- 2013年12月28日：配合過海隧道巴士118線路綫重組，過海隧道巴士110線修改路綫並改以此為循環點、晚上部份班次亦改以此為總站[14][15][16]。
- 2014年1月18日：九龍巴士203C線及203S線投入服務[17]；九龍巴士5號線不再途經此站[18]。
- 2014年11月10日：新巴796P線所有班次延長至尖沙咀（廣東道），不再以此為總站[19]。
- 2015年1月24日：九龍巴士280X線投入服務並以此站為總站，途經青沙公路特快往返沙田市中心及火炭[20][21][22]。
- 2018年2月12日：九龍巴士9號線總站由尖沙咀碼頭巴士總站搬遷至此，不再駛入該站。[23][24][25]而九龍巴士28線尖沙咀區總站則由本站改為尖沙咀碼頭，不再駛入本站。[26]

### 取代尖沙咀碼頭總站之爭議
由於政府曾計劃興建尖沙咀碼頭露天廣場，並拆卸尖沙咀碼頭總站，於是，政府於2007年啟用此總站計劃取代尖沙咀天星碼頭公共運輸交匯處，所有以尖沙咀碼頭為總站的路線將改以此站為總站，但因有大批市民反對有關建議而一直未能實施。
2012年8月8日，政府宣佈永久擱置興建尖沙咀碼頭露天廣場的計劃，尖沙咀碼頭巴士總站獲永久保留，此巴士總站取代該巴士總站的計劃亦告中止，但仍作為分流尖沙咀碼頭巴士總站的作用。

## 總站路線資料

### 九龍巴士9號線
- 彩福 ↔ 尖沙咀東（麼地道）

於1946年10月投入服務，當時為尖沙咀←→九龍城亞皆老街，之後作出多次改動：
- 約1947年延長至牛池灣。
- 1963年10月21日，改經牛池灣至九龍城一段的太子道。
- 1963年11月12日，因改經太子道後，下元嶺村居民投訴交通不便，便於恢復繞經彩虹道。
- 1965年1月24日，為配合彩虹邨入伙而遷往該處。
- 1978年12月4日，延至坪石。
- 2018年2月12日：總站由尖沙咀碼頭巴士總站搬遷至此，與28線互換巴士總站，並延長至彩褔。[23]

### 九龍巴士12線
- 海麗邨 ↔ 尖沙咀東（麼地道）

於1946年12月21日初投入服務，2009年8月16日經服務重組後改為循環來往海麗邨及尖東站，2012年6月17日繞經此站，途經泓景臺（只限去程）、富昌邨、大角咀、旺角西、渡船街及尖沙咀，同年12月2日改以此為總站並取消循環線運作。

### 九龍巴士36X線
- 梨木樹 ↔ 尖沙咀東（麼地道）

於2019年9月16日投入服務，2019年10月28日總站由西九龍站巴士總站延長至此站，途經石籬邨、西九龍走廊、旺角、油麻地、佐敦及尖沙咀，只於平日繁忙時間提供服務。

### 九龍巴士81C線
- 馬鞍山（耀安） ↔ 尖沙咀東（麼地道）

於1989年1月16日配合馬鞍山新市鎮入伙投入服務，2012年11月26日總站由紅磡站公共運輸交匯處縮短至此站，途經欣安邨、大水坑、富安花園、亞公角、石門/濱景花園、圓洲角、沙田圍、大圍、獅子山隧道、九龍塘、油麻地、佐敦及尖沙咀。

### 九龍巴士87E線（下午班次）
- 尖沙咀東（麼地道） → 泥涌

於2016年2月29日投入服務，初時提供單向服務。於2021年7月19日增設回程服務，途經烏溪沙。

### 九龍巴士203C線
- 大坑東 ↔ 尖沙咀東（麼地道）

於2014年1月18日投入服務，途經佐敦、衛理道、旺角洗衣街及又一村。

### 九龍巴士203S線
- 澤安邨 → 尖沙咀東（麼地道）

於2014年1月18日投入服務，取代原先九龍巴士203線的特別班次，只於平日上午繁忙時間提供服務。

### 九龍巴士234X線
- 荃灣（灣景花園） ↔ 尖沙咀東（麼地道）

於1990年11月4日投入服務，2007年8月26日改以此為總站，途經尖沙咀、佐敦、油麻地、旺角、深水埗、長沙灣、美孚新邨、荃灣路、祈德尊新邨、福來邨及麗城花園。

### 九龍巴士242X線（下午班次）
- 尖沙咀東（麼地道） → 青衣（長亨邨）

於1992年7月6日投入服務，初時提供單向服務。於2020年12月7日增設回程服務，途經旺角、大角嘴及青華苑

### 九龍巴士270A線
- 上水 ↔ 尖沙咀東（麼地道）

於1997年1月13日投入服務，1997年7月17日改以上水為總站，2000年7月30日延長至九龍站，2012年6月10日再延長至此，途經欣翠花園、嘉福邨、粉嶺站、花都廣場、粉嶺公路、吐露港公路、獅子山隧道、九龍塘、油麻地、佐敦及尖沙咀。

### 九龍巴士270C線
- 粉嶺（聯和墟） ↔ 尖沙咀東（麼地道）

於2016年4月11日投入服務，途經祥華邨、粉嶺公路、吐露港公路、獅子山隧道、九龍塘、油麻地、佐敦及尖沙咀，只於平日繁忙時間提供服務。

### 九龍巴士270S線
- 尖沙咀東（麼地道） → 粉嶺（聯和墟）

於2013年8月17日因北區巴士路線重組投入服務，初期提供每日單向前往上水（翠麗花園）的深宵特快服務，而現時班次為0045、0110、0135、0200、0230，經尖沙咀、佐敦、油麻地、旺角、獅子山隧道至粉嶺公路、粉嶺南、清河邨、上水、翠麗花園、馬適路及聯和墟。

### 九龍巴士271A線
- 富蝶總站 ↔ 尖沙咀東（麼地道）

2024年7月15日投入服務，途經那打素醫院、大埔舊墟、青沙公路、大角咀、旺角西及尖沙咀，只限平日繁忙時間服務。

### 九龍巴士280X線
- 火炭（穗禾苑） ↔ 尖沙咀東（麼地道）
- 火炭（駿景園） → 尖沙咀東（麼地道） (特別班次)

於2015年1月24日投入服務，取代原有280P線，途經火炭工業區、源禾路（禾輋邨／瀝源邨）、沙田市中心、青沙公路（尖山隧道及沙田嶺隧道）、連翔道、油麻地（只限回程）、港鐵九龍站（只限去程）、佐敦（只限回程）及尖沙咀。

### 九龍巴士281B線
- 碩門邨 → 尖沙咀東（麼地道）

於2012年11月26日投入服務，取代81C線及81P線平日上午由石門/濱景花園、沙田圍及大圍往九龍的班次，途經石門、圓洲角、沙田圍、大圍、獅子山隧道、九龍塘、油麻地、佐敦及尖沙咀，只於平日上午繁忙時間提供服務。

### 九龍巴士281X線
- 馬鞍山（耀安） → 尖沙咀東（麼地道）

2012年11月26日投入服務，取代81C線平日上午由馬鞍山開出不經石門至大圍特快往九龍的班次，途經欣安邨、馬鞍山77區、富安花園、沙田醫院、沙瀝公路、獅子山隧道、九龍塘、油麻地、佐敦及尖沙咀，只於平日上午繁忙時間提供服務。

### 城巴790線
- 清水灣半島 ↔ 尖沙咀（麼地道）

於2022年12月12日起投入服務，途經日出康城、將軍澳－藍田隧道、觀塘繞道、九龍灣、啟德隧道、東九龍走廊及佐敦。

### 九龍巴士T270線
- 粉嶺（祥華） ↔ 尖沙咀東（麼地道）

於2014年8月25日投入服務，2015年8月31日改經粉嶺站、花都廣場、上水站、粉嶺公路、大欖隧道、西九龍公路、九龍站（只限去程）及尖沙咀，只於平日繁忙時間提供服務。

### 九龍巴士N213線
- 尖沙咀東（麼地道） → 安泰（西）

於2019年11月4日投入服務，現時途經尖沙咀、油麻地、旺角、九龍城亞皆老街、新蒲崗、啟晴邨、啟業邨、樂華邨、秀茂坪、寶達邨及安達邨，只於深宵時段提供服務。

### 九龍巴士N283線
- 尖沙咀東（麼地道） → 沙田（黃泥頭）

於2017年2月14日投入服務，現時途經尖沙咀、油麻地、旺角、大角咀、青沙公路、美林邨、香港文化博物館、博康邨、水泉澳邨、沙田第一城、小瀝源及廣源邨，只於深宵時段提供服務。

### 九龍巴士N287線
- 尖沙咀東（麼地道） → 烏溪沙站

於2017年2月14日投入服務，現時途經尖沙咀、油麻地、旺角、獅子山隧道、沙田第一城、石門、亞公角、富安花園、大水坑、馬鞍山市中心及利安邨，只於深宵時段提供服務。

### 過海隧道巴士110線（星期日及公眾假期07:00-08:40，及每日1930、1945及2000班次）
- 筲箕灣 → 尖沙咀東（麼地道）

### 過海隧道巴士173R線
- 未有資料，請加入至Module:香港巴士/crh。

### 過海隧道巴士973線
- 尖沙咀東（麼地道） ↔ 赤柱市場

於1998年1月26日投入服務，2013年4月7日改以此為總站，由城巴營運，途經尖沙咀、西九龍、西區海底隧道、西營盤、香港大學、薄扶林、香港仔、黃竹坑、香港海洋公園（部分時段）、深水灣、淺水灣、舂磡角及馬坑邨。

## 總站路線資料（只限特定日子服務）

### 九龍巴士R215線
- 藍田（廣田邨）→ 尖沙咀（麼地道）

### 九龍巴士R230線
- 荃威花園→ 尖沙咀東（麼地道）

### 九龍巴士R241線
- 青衣（長宏邨）→ 尖沙咀（麼地道）

### 九龍巴士R260線
- 屯門碼頭→ 尖沙咀（麼地道）

### 九龍巴士R261線
- 屯門（三聖邨）→ 尖沙咀（麼地道）

### 九龍巴士R269線
- 天水圍（天慈邨）→ 尖沙咀（麼地道）

### 九龍巴士R270線
- 上水→ 尖沙咀（麼地道）

### 九龍巴士R271線
- 大埔（富亨）→ 尖沙咀（麼地道）

### 九龍巴士R283線
- 沙田（黃泥頭）→ 尖沙咀（麼地道）

### 九龍巴士R287線
- 烏溪沙站→ 尖沙咀（麼地道）

### 新巴R796線
- 日出康城→ 尖沙咀（麼地道）

## 途經路線資料

### 過海隧道巴士110線
- 筲箕灣 ↺ 尖沙咀東（麼地道）

1987年8月17日投入服務，現由九巴和新巴聯合營運，途經耀東邨、鯉景灣（只限回程）、太古城、東區走廊、北角、渣華道（只限回程）、電氣道（只限回程）、海底隧道、佐敦及尖沙咀。

## 過往路線
- 九龍巴士5號線
- 九龍巴士28線
- 九龍巴士237A線

## 車坑分佈
| 車坑分佈（以入口最左邊起計） | 車坑分佈（以入口最左邊起計） | 車坑分佈（以入口最左邊起計）                 |
| 車坑編號                     | 座向                         | 路線                                         |
| ---------------------------- | ---------------------------- | -------------------------------------------- |
| 1                            | 東面                         | 後備                                         |
| 2                            | 東面                         | 九龍巴士81C、87E線                           |
| 3                            | 東面                         | 九龍巴士270A、270C、270S、N283、N287、T270線 |
| 4                            | 南面                         | 落客站                                       |
| 5                            | 南面                         | 城巴790線 過海隧道巴士973線                  |
| 6                            | 西面                         | 九龍巴士234X、280X線                         |
| 7                            | 西面                         | 九龍巴士9、203C、271A線                      |
| 8                            | 西面                         | 過海隧道巴士110線                            |
| 9                            | 西面                         | 九龍巴士12、36X、242X、N213線                |

## 外部連結
- 九巴 （页面存档备份，存于）
- 尖沙咀東（麼地道）巴士總站 （页面存档备份，存于），城巴／新巴